# Alexander De Croo
Alexander De Croo (1975. november 13. –) flamand liberális politikus és üzletember. 1975-ben Vilvoorde területén született, majd a The Boston Consulting Groupnál dolgozott, mielőtt 2006-ban megalapította volna Darts-ip nevű saját cégét. Ezután került közel a politikához, mikor megválasztották a Szabad Liberális es Demokrata Flamandok liberális pártjának elnökévé. Innen vezetett az út az országos politikához. Egy évvel később egy alkotmányos vita hatására pártja kilépett a kormányból. Abban az évben a pártja szenátoraként jutott be a parlamentbe. Ezt a posztját egész addig megtartotta, míg Vincent Van Quickenborne után nem lett belőle miniszterelnök helyettes és nyugdíjügyi miniszter. Ekkor lemondott a pártban betöltött vezető szerepéről is.
Miután két évig dolgozott Elio Di Rupo kormányában, leadta a nyugdíjügyi tárcát, és a fejlesztések összehangolásáért felelős miniszter lett. 2018 végén, mikor összeomlott a kormány, 2020 szeptemberéig pénzügyminiszter lett belőle. Ekkor jelentették be, hogy ő lesz Sophie Wilmès után Belgium miniszterelnöke.

## Fiatal évei és karrierje kezdete
Alexander De Croo 1975. november 3-án született a flamand Vilvoorde városában, a belga államminiszter és politikus Herman De Croo valamint felesége, Françoise Desguin két gyermeke egyikeként. 1993-ban megkezdte tanulmányait a Vrije Universiteit Brusselen, ahol 1998-ban végzett gazdasági mérnökként. 2002-ben csatlakozott a Northwestern Universityhez Chicagóban, ahol MBA-t szerzett, majd a Kellogg School of Management padjait koptatta 2004-től. Politikai karrierje előtt 1999-ben a The Boston Consulting Group projektvezetője lett. 2006-ban új céget alapított, melynek Darts-ip lett a neve, szolgáltatásaival pedig a szellemi jogok által érintetteket célozta meg.

## Kezdeti politikai karrierje
2009-ben De Croo a 2009-es európai parlamenti választásokon mérettette meg magát. Itt több mint 47.000 szavazatot szerzett. Október 26-án őt jelölték az Open VLD pártelnökévé, hogy vegye átvegye az ideiglenesen kinevezett Guy Verhofstadt helyét. Ő Vincent Van Quickenborne-t és Patricia Ceysenst választotta jelölttársául Marino Keulen és Gwendolyn Rutten ellenfeleként. 11.676 szavazattal a második körben megválasztották a párt vezetőjének. Marino Keulenre 9614 szavazat érkezett. Megválasztása azért figyelemreméltó, mert előtte soha nem töltött be semmilyen politikai szerepet.

### Politikai válság
Öt hónappal az új szövetségi kormány megalakulása után After De Croo megfenyegette az új kabinetet azzal, hogy pártja, az Open VLD kilép a kormányból, ha nem találnak megoldást az alkotmányos válságra, mely a Brussels-HalleVilvordee választókerülethez kapcsolódott. Miután letelt a párt által megszabott határidő, bejelentette, hogy kilép a kormányból. Az akkori miniszterelnök, Yves Leterme bejelentette, hogy II. Albert 2010. április 26-án elfogadta a kormány lemondását. A 2010-es képviselő választáson ő szerezte a harmadik legtöbb, 301.000 szavazatot a holland nyelvű kerületek közül. 2012. október 12-ig volt szenátor, mikor is miniszterelnök helyettes és nyugdíjügyi miniszter lett.

## Kormányzati karrierje

### Di Rupo kormányában
2012. október 12-én De Croo vette át Van Quickenborn helyét a Di Rupo-kormányban miniszterelnök-helyettesként és nyugdíjügyi miniszterként. Van Quickenborne azért mondott le, hogy Kortrijk polgármestere lehessen. Decemberben Ruttent választották meg az Open VLD elnökének.

### Az első és a második Michel-kormányban
A 2014-es belga szövetségi választások és a kormányalakítási tárgyalások után eldőlt, hogy az első Michel-kormányban is helyettes miniszterelnök marad. Ezen kívül a fejlesztések összehangolásáért, a digitális haladásért és a telekommunikációért valamint a postai szolgáltatásokért felelős miniszter lesz. A nyugdíjügyeket pedig Daniel Bacquelaine veszi át. A kormány 2014. október 11-én lépett hivatalba.
De Croo hivatali ideje alatt Belgium elsőként vonta meg a 2015 óta véres összecsapásoknak helyt adó Burunditól a hivatalos fejlesztési támogatásokat. 2017-ben De Croo mdgígérte, hogy 2025-ig 25 millió eurót adnak az afrikai álomkór legyőzésére. Ezen kívül egyik alapító tagja volt annak a She Decudes nevű csoportnak, mely ellenezte, hogy Donald Trump ismét bevezeti a mexikóvárosi eljárást.
Mivel ellentétes állásponton voltak az ENSZ Migrációs Globális Szerződéséről, az N-VA kilépett a kormányból. Ezzel kisebbségi kormány jött létre, és erre szoktak második Michel-kormányként hivatkozni. Ők 2018. december 8-án tették le az esküt. De Croo a távozó Johan Van Overtveldttől vette át a pénzügyminiszteri teendőket.
2018. decemberben De Croo is részt vett Dél-Afrikában a Johannesburgban megtartott Globális Állampolgári Fesztiválon a Mandela 100 koncerten. Ez volt a #SheIsEqual nemzetközi mozgalom záró akkordja, ahol 780 millió eurónyi felajánlás gyűlt össze.

### Az első és a második Wilmès-kormány tagjaként
Sophie Wilmès belga miniszterelnök ügyvezető kormánya alatt később rálátása volt a COVID-19 hatásaira, és volt ötlete a Brussels Airlines megmentésére is 2020-ban. Az Open VLD elnökválasztásán  Egbert Lachaerttel közösen alelnökké választották.

### Miniszterelnökként
2020. szeptember 30-án bejelentették, hogy Wilmès után ő lesz Belgium miniszterelnöke. Kormánya az addigi belga kormányok közül a legnőiesebb: a miniszterek fele nő.